# Rivière Goulet (vattendrag i Kanada, lat 47,33, long -73,74)
Rivière Goulet är ett vattendrag i Kanada.   Det ligger i provinsen Québec, i den sydöstra delen av landet, 260 km nordost om huvudstaden Ottawa. Rivière Goulet ligger vid sjöarna  Lac à la Menthe Lac Atlas Lac de la Lavande Lac des Pompons Lac Dispersé Lac du Grimon Lac Dupuis Lac Jimmy och Lac Léo.
I omgivningarna runt Rivière Goulet växer i huvudsak blandskog. Trakten runt Rivière Goulet är nära nog obefolkad, med mindre än två invånare per kvadratkilometer.